# Sennan (Halland)
Sennan is een plaats in Zweden, in de gemeente Halmstad in het landschap Halland en de provincie Hallands län. De plaats heeft 443 inwoners (2005) en een oppervlakte van 74 hectare.